# Gelijkenissen van Jezus

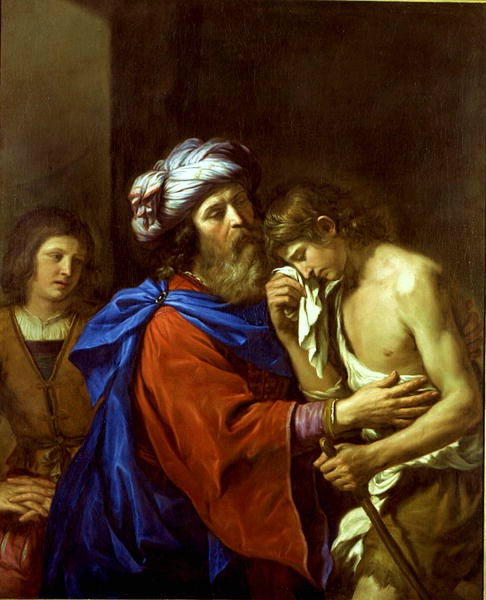
Gelijkenis van de verloren zoon van Guercino, 1651

De gelijkenissen van Jezus zijn parabels in de drie synoptische evangeliën waarmee Jezus zijn leer uitlegt. Het zijn kleine verhalen die een diepere betekenis willen overbrengen. Ze stonden in een joodse traditie die met name levendig was in Galilea, waar aansluiting werd gezocht bij bepaalde profeten van het Oude Testament.

## Begrip
Parabels zijn een literair genre dat behoort tot de beeldspraak. Het onderscheidt zich in principe van spreuken, zinnebeelden en allegorieën doordat het een meer uitgewerkte vorm heeft die in een kort verhaal wordt opgediend, al is er geen scherpe grens. Doorgaans worden in het Nieuwe Testament een veertigtal parabels van Jezus onderkend, maar als men de kortere metaforen in aanmerking neemt kan men ook tot een vijftigtal komen.

## Thema's
Een prominent thema is het Koninkrijk van God dat volgens Jezus zou aanbreken en waarvan moest worden uitgelegd wat dat precies voorstelde. Er zijn gelijkenissen die de waarde en de onvermijdelijkheid ervan benadrukken, maar ook de goddelijke generositeit. Veel aandacht krijgt de omkering van de menselijke verhoudingen die de regering van God op aarde zal teweegbrengen.

## Authenticiteit
In orthodoxe en christenfundamentalistische kringen worden alle parabels in de evangeliën als authentiek van Jezus beschouwd. 
Toepassing van de historisch-kritische methode leidt tot de conclusie dat slechts een handvol gelijkenissen als authentiek te beschouwen zijn, dat wil zeggen verteld door de historische Jezus. Vooral het criterium van de meervoudige attestatie elimineert een groot aantal gelijkenissen. Dit betekent niet dat het vaststaat dat Jezus ze nooit heeft uitgesproken, maar dat er te weinig informatie is om daarover een zinvol oordeel te vellen. De parabels die enkel voorkomen in de evangeliën van Matteüs en Lucas, zijn naar alle waarschijnlijkheid hun eigen composities en weerspiegelen dus eerder het vroege christendom. Over de volgende parabels is de consensus dat deze teruggaan op de historische Jezus:
- Gelijkenis van het mosterdzaad
- Gelijkenis van de slechte pachters
- Gelijkenis van het koninklijke bruiloftsmaal
- Gelijkenis van de talenten

## Overzicht

### Synoptische evangeliën
In de tabel hieronder zijn 41 parabels weergegeven.
| Gelijkenis                                                  | Matteüs  | Marcus   | Lucas       | Andere (elimineerbare) bronnen |
| ----------------------------------------------------------- | -------- | -------- | ----------- | ------------------------------ |
| De lastige vriend                                           |          |          | 11:5–13     |                                |
| De uitbottende vijgenboom                                   | 24:32–33 | 13:28–29 | 21:29–32    |                                |
| De onvruchtbare vijgenboom                                  |          |          | 13:6–9      |                                |
| Het visnet                                                  | 13:47–48 |          |             | Thomas 8                       |
| De twee schuldenaars                                        |          |          | 7:41–43     |                                |
| De bouwers op rots en op zand                               | 7:24–27  |          | 6:47–49     |                                |
| De heer en zijn knecht                                      |          |          | 17:7–10     |                                |
| Het koninklijke bruiloftsmaal                               | 22:1–14  |          | 14:16–24    | Thomas 64                      |
| De wijze en de dwaze meisjes                                | 25:1–13  |          |             |                                |
| De parel                                                    | 13:45–46 |          |             | Thomas 76                      |
| De lamp onder de korenmaat                                  | 5:14–15  | 4:21–22  | 8:16; 11:33 |                                |
| Gelijkenis van de kameel door het oog van de naald          | 19:23-26 | 10:23-27 | 18:24-27    |                                |
| Nieuwe stof op een oud kleed                                | 9:16     | 2:21     | 5:36        |                                |
| Nieuwe wijn in oude zakken                                  | 9:17     | 2:22     | 5:37–38     |                                |
| De farizeeër en de tollenaar                                |          |          | 18:9–14     |                                |
| De rijke dwaas                                              |          |          | 12:16–21    | Thomas 63                      |
| De rijke man en Lazarus                                     |          |          | 16:19–31    |                                |
| De zuurdesem                                                | 13:33    |          | 13:20–21    | Thomas 96                      |
| De onbarmhartige knecht                                     | 18:23–34 |          |             |                                |
| De schat in de akker                                        | 13:44    |          |             | Thomas 109                     |
| Het mosterdzaadje                                           | 13:31–32 | 4:30–32  | 13:18–19    | Thomas 20                      |
| De talenten / De mina's                                     | 25:14–30 |          | 19:12-27    | Nazorenen 18                   |
| De slechte pachters / De misdadige wijnbouwers              | 21:33–41 | 12:1–9   | 20:9–16     | Thomas 65                      |
| De torenbouw / kostenberekening                             |          |          | 14:28–33    |                                |
| De onrechtvaardige rentmeester                              |          |          | 16:1–8      |                                |
| Het onkruid tussen de tarwe                                 | 13:24–30 |          |             | Thomas 57                      |
| De terugkeer van de huisheer / De dief in de nacht          | 24:43–51 | 13:33–37 | 12:35–48    | Thomas 103 Didachè 16:1a       |
| De sterke man                                               | 12:29    | 3:27     | 11:21–22    | Thomas 35                      |
| Het vanzelfgroeiende zaad                                   |          | 4:26–29  |             | Thomas 21                      |
| De schapen en de bokken                                     | 25:31–46 |          |             |                                |
| De rechter en de weduwe / De onrechtvaardige rechter        |          |          | 18:2–5      |                                |
| De twee zonen                                               | 21:28–31 |          |             |                                |
| De val der blinden                                          | 15:14    |          | 6:39        | Thomas 34                      |
| De arbeiders in de wijngaard / De werkers van het elfde uur | 20:1–16  |          |             |                                |
| De kinderen op het marktplein / De kindermuziek             | 11:16-19 |          | 7:31-35     |                                |
| Het verloren schaap                                         |          |          | 15:4–7      | Thomas 107 Waarheid 31-32      |
| Het verloren geldstuk                                       |          |          | 15:8–10     |                                |
| De verloren zoon                                            |          |          | 15:11–32    |                                |
| De zaaier                                                   | 13:18–23 | 4:13–20  | 8:11–15     | Thomas 9 1 Clemens 24:5        |
| De barmhartige Samaritaan                                   |          |          | 10:25–37    |                                |

De volgende niet-opgenomen vergelijkingen worden soms ook tot de parabels gerekend:
- Het zout der aarde en het licht van de wereld
- De splinter en de balk
- De nauwe deur
- De lelies in het veld
- De kloek en haar kuikens

### Evangelie volgens Johannes
Van het Evangelie volgens Johannes wordt meestal gezegd dat het geen parabels bevat. Het eigenlijke Griekse woord komt bij hem niet voor, wel de verwante term paroimía (παροιμία), die soms eveneens wordt vertaald met "gelijkenis". Uitgewerkte beeldspraak bij Johannes is te vinden in De goede herder (10:11-14), De graankorrel (12:24-25) en De barende vrouw (16:21-22).
Dicht in de buurt komen ook de Ik ben-uitspraken waarmee Jezus metaforisch naar zichzelf verwijst. Deze zeven perikopen worden beschouwd als titels van Jezus:
- Ik ben het Brood des Levens (6:35)
- Ik ben het Licht van de Wereld (8:12)
- Ik ben de Deur (10:9)
- Ik ben de Goede Herder (10:11-14)
- Ik ben de Opstanding en het Leven (11:25)
- Ik ben de Weg, de Waarheid en het Leven (14:6)
- Ik ben de Wijnstok (15:1-5)

### Niet-canonieke parabels
Veel parabels uit de canonieke evangelies komen terug in het apocriefe Evangelie van Thomas, dat 114 uitspraken van Jezus oplijst (logia). Twee gelijkenissen zijn uniek aan het Thomasevangelie, namelijk De lege kruik (97) en De moordenaar (98).